# Pedro Cevallos Guerra
Pedro Ceballos (o Cevallos) Guerra o Pedro de Ceballos Guerra de la Vega (San Felices de Buelna, Cantabria, 1 de agosto de 1759 - Sevilla, 29 de mayo de 1838) fue un estadista español de principios del siglo XIX. Nacido en el Palacio de la Cava, fue Ministro de Estado de Carlos IV y también de Fernando VII, así como Ministro de Negocios Extranjeros con José Bonaparte.
De formación jurídica y diplomática, pronto ingresó en la administración pública. Pero fue posiblemente gracias a su condición de primo político de Manuel Godoy como llegó a ser Primer Secretario de Estado y del Despacho entre el 13 de diciembre de 1800 y el 19 de abril de 1808, y presidió por tanto el último gobierno del reinado de Carlos IV, y el primero del hijo de este, Fernando VII, en quien su padre había abdicado en marzo del último año. Estuvo retenido junto al rey, en Bayona y presente en las abdicaciones que en mayo de 1808 acabaron por dar la corona de España a José I Bonaparte, hermano del entonces emperador francés Napoleón I Bonaparte. Miembro de la Asamblea que redactó la llamada Constitución de Bayona, el propio José I le designó Ministro de Negocios Extranjeros en su primer gabinete, instituido en julio de ese año, pero presentó su dimisión de inmediato; nada más recuperar la libertad; para comenzar su lucha contra el invasor de Europa, desde la Junta Central Suprema y Gubernativa que se había formado en España tras el apresamiento del rey. En septiembre formuló la denuncia literaria a Napoleón, su primera obra se tradujo a varios idiomas , que luego completaría con otras similares, para descubrir al mundo el proceder de Napoleón para hacerse dueño del poder absoluto.
De nuevo presidiría un gabinete de gobierno con Fernando VII en el período 1814-1816, recibió entonces la distinción más alta, el Toisón de Oro.

## Antecedentes familiares

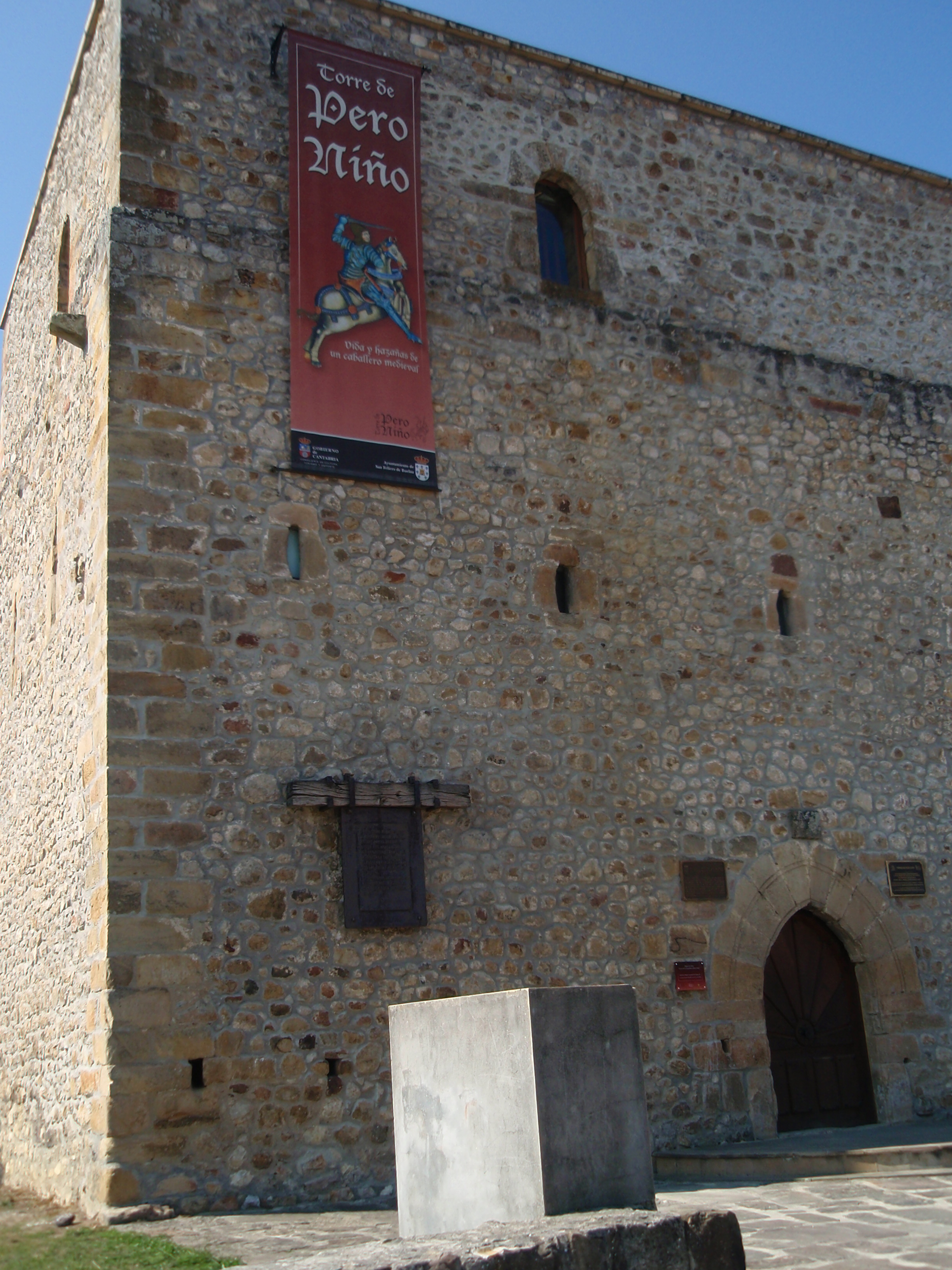
Torre de Pero Niño, también torre solariega de los Cevallos en San Felices de Buelna.

El padre, Francisco Javier de Ceballos Guerra, fue en 1750 un personaje de gran influencia en La Montaña. Casado con Margarita Guerra de la Vega, hija mayor de Ignacio Guerra de la Vega y de Ángela Peredo, de la ilustre Casa de la Vega, en Ibio, de la cual también descendía Fray García Guerra, Arzobispo y Virrey de México a comienzos del siglo XVII. Fue contratista de las obras del Camino Real y de las maderas de que se surtía el Real Astillero de Guarnizo, donde entonces se construía una gran parte de las naves de la Armada Española.

## Biografía

### Los años de estudiante
Con seis años, ingresó en el Colegio de Padres Escolapios de Villacarriedo, igualmente hizo sus estudios en la escuela de niños del Convento de San Francisco de Soto Iruz (Valle de Toranzo); a los once años, internó en el Regina Coeli de Santillana del Mar, siendo ganador del curso de Lógica en las Cátedras de este convento del curso 1770-1771, junto con Pedro García Diego, que a finales de siglo sería secretario gral. de la Real Sociedad Cantábrica.

### Estudios universitarios
A los quince años, llegó a la Universidad de Valladolid para estudiar leyes (1774), se graduó como Bachiller de Leyes y también en Cánones, y en el curso de 1781 efectuaba la sustitución de una cátedra de instituciones civiles, por nombramiento del Claustro de la Facultad.

### Profesor universitario
Al terminar sus estudios como licenciado en Derecho Civil y Canónico, paso directamente a ser profesor de esta Universidad, y abogado de la Real Chancillería de Valladolid desde marzo de 1787.

### Entrada en la diplomacia
A comienzos de la última década del siglo XVIII, ingresó en la diplomacia, como secretario de la Embajada de Lisboa; dos años más tarde fue nombrado Ministro Togado del Consejo de Hacienda; el 17 de septiembre de 1797, enviado extraordinario y Ministro Plenipotenciario (embajador en misión especial) cerca de su Majestad Siciliana y en breve la primera de las altas distinciones que alcanzaría con el tiempo, la de Gentil Hombre de Cámara con ejercicio.

### Primer secretario de estado de Carlos IV
Por la razón que se expuso al comienzo, el 13 de diciembre de 1800 fue nombrado por Carlos IV, como Primer Secretario de Estado y del Despacho, hecho publicado en la Gaceta de Madrid el día 26 de diciembre; sucesivamente fue nombrado Secretario de la Reina y del Consejero de Estado. A partir de 1801, sus responsabilidades entraron en una época de grandes dificultades; negociaciones del más alto nivel y sufriendo las irregularidades gubernamentales originadas por la ambición de Manuel Godoy, así como las derivadas del sometimiento de Napoleón a España por un tratado lamentable de finales del siglo anterior. En 1802 recibió el título de Caballero de la Orden de Carlos III; por su buen hacer, capacidad y honorabilidad muy reconocidas por la mayoría del gobierno.

### Los sucesos de Aranjuez y abdicación de Carlos IV
En el mes de marzo de 1808, Carlos IV le pidió que comunicara al príncipe, que iba a abdicar en su favor, y que a las siete de la tarde le iba a hacer entrega de la corona. Así lo hizo, Pedro Cevallos frente a Fernando VII; después el anciano Carlos IV elogió ampliamente a su hijo la valía de Pedro Cevallos Guerra y le pidió que le siguiera manteniendo como ministro, lo cual fue respetado por el nuevo monarca.

### Los engaños de Bayona
Después de los acontecimientos de Aranjuez y después de tomar Portugal, los franceses seguían entrando por los Pirineos llegando hasta Madrid. Napoleón invita a Fernando VII a través del Gral. Savary a reunirse con él, bajo el pretexto de acudir a España y reconocerlo como Rey de España, a fuerza de engaños, aún dudando Fernando VII acude a su encuentro en Bayona, en territorio francés.

### Pedro Cevallos contra Napoleón
En calidad de primer ministro Pedro Cevallos, formando parte de la comitiva real le comunica al monarca dudas razonables sobre las intenciones de Napoleón. Apresado el monarca en Bayona, Pedro Cevallos Guerra confinado a su lado, fue el primero que se enfrentó dialécticamente y con suma valentía a Napoleón, en firme defensa del Rey y de España, en un trance realmente complicado para el país. Pedro Cevallos mantenía informado al rey sobre los sucesos del levantamiento del 2 de mayo de 1808 en Madrid, hábilmente; pues Napoleón controlaba la correspondencia; a través de dos o tres conductos más, por lo que el Rey como la Junta Central Suprema y Gobernativa estaban al corriente día a día de los acontecimientos. 
Pedro Cevallos sale de Bayona accediendo a la insistencia de José Bonaparte para que formase parte del nuevo gobierno. El día de su dimisión, comunica a José I que había aceptado su oferta de gobierno para poder salir de Bayona, cuando lo tenía retenido. El emperador francés dictó una orden ejecutiva de que "allá donde se le aprehendiera fuese pasado por las armas" Ahora libre comienza su lucha contra el invasor de Europa, desde la Junta Central Suprema y Gubernativa que se había formado en España tras el apresamiento del rey.

#### Denuncia literaria a Napoleón
En septiembre publicaba su obra, que fue traducida a varios idiomas y sirvió para evidenciar la maldad y desmesurada ambición de Napoleón ante los distintos países de Europa: "Exposición de los hechos y maquinaciones que han preparado la usurpación de la Corona de España y los medios que el emperador de los Franceses ha puesto en obra para realizarla". Con fecha 14 de octubre, del presidente de la Junta Central Suprema y Gubernativa, el Conde de Floridablanca; se dirigió a él "por sus vastos y delicados conocimientos de la Diplomacia y su acreditado patriotismo" tanto el Rey Fernando VII, como la propia junta formada se habían dignado nombrarle de nuevo, el mismo cargo que tenía atribuido antes del comienzo de la guerra "Secretario de Estado y del Despacho". Igualmente en octubre de 1808, Francisco Palafox y Melzi, entonces Gentil-hombre de Cámara de su Majestad con ejercicio, Brigadier del ejército y Oficial de Reales Guardas de Corps, representante por Aragón en la Junta Suprema Central y hermano del héroe de la Guerra de la Independencia en la Defensa de Aragón, le felicita "la enhorabuena por haber sido confirmado, por aclamación universal, en su empleo de Secretario de Estado, en lo que he recibido un singular placer" Iniciada la guerra de la Independencia española, la Junta Central le nombró, máximo responsable del gobierno; por medio del decreto que el 15 de octubre de 1808 daba cuenta de la formación del primer gabinete opuesto a la invasión francesa; pero no llegó a tomar posesión y fue sustituido de forma interina por Martín de Garay.En enero de 1809, Pedro Cevallos se traslada a Londres, en el buque Algeciras en calidad de Ministro Plenipotenciario y Enviado Extraordinario del Rey Fernando VII. Obtuvo un empréstito de sesenta millones de pesos para poder continuar la lucha en España contra el invasor y redoblo sus esfuerzos para el envío de armamento y uniformes para el ejército español, y en relación con una petición que le había hecho el Conde de Maceda; así le contestaba el día 8 de septiembre "Antes de que ésta llegue a v.m. se habrán recibido en Gijón 10.000 fusiles que a mi solicitud ha remitido este gobierno para auxiliar al exército de Galicia".

### El fin de la guerra
El 15 de noviembre de 1814, Fernando VII lo vuelve a nombrar Primer Secretario de Estado y del Despacho;de nuevo presidiría un gabinete de gobierno, en el período 1814-1816; cargo para el que fue designado en cuatro ocasiones desde diciembre de 1800. En agradecimiento a todos sus servicios, recibió entonces la distinción más alta, el Toisón de Oro.

## Legado
A su muerte dejó un importante archivo que contenía numerosos documentos relativos a los acontecimientos más relevantes que debió de afrontar en primera fila, durante los reinados de Carlos IV y Fernando VII. Este archivo está formado por cuarenta y tres carpetas con la correspondencia que mantuvo, además de dos proyectos de Constitución que se perdieron, con documentos de gran importancia.
Tiene una breve aparición en la obra "Memorias de un Cortesano de 1815" que forma parte de los Episodios Nacionales de Pérez Galdos.
Tiene una calle dedicada a él cerca de Puertochico (Santander).

## Órdenes

### Españolas
- 20 de diciembre de 1816: Caballero de la Orden del Toisón de Oro.[6]
- 4 de octubre de 1802: Caballero gran cruz de la Orden de Carlos III.[7]

### Extranjeras
- Caballero gran cruz de la Orden de San Esteban de Hungría.[8][9] (Imperio Austriaco)
- 1815: Caballero de la Orden de San Jenaro.[10] (Reino de las Dos Sicilias)
- 1815: Caballero Gran Cruz de la Orden de San Fernando y el Mérito.[11] (Reino de las Dos Sicilias)
- 1819: Caballero de la Orden de la Corona de Ruda.[12] (Reino de Sajonia)

| Predecesor: Mariano Luis de Urquijo            | Secretario de Estado de España 1800 - 1808                             | Sucesor: Mariano Luis de Urquijo (nombrado por José I Bonaparte) Interregno, y después: José Moñino y Redondo (Presidente de la Junta Central Suprema y Gubernativa del Reino) Él mismo (nombrado por Fernando VII de Borbón) |
| Predecesor: Él mismo                           | Secretario de Estado de España (nombrado por Fernando VII) 1808 - 1809 | Sucesor: Martín de Garay (interino) |
| Predecesor: José Miguel de Carvajal y Manrique | Secretario de Estado de España 1814 - 1816                             | Sucesor: José García de León y Pizarro |